# 夜明けと未来と未来のカタチ
『夜明けと未来と未来のカタチ』（よあけとみらいとみらいのカタチ 英語訳：The Future in the Shade of Dawn）は、日本のロックバンド、ザ・コレクターズ(THE COLLECTORS)のメジャー14作目のオリジナル・アルバム。

## 概要
前作『GLITTER TUNE』以来、2年以上ぶりにリリースされたオリジナル・アルバム。副題はThe Future in the Shade of Dawnで、「夜明けの陰の中の未来」という意味である。
リリー・フランキーがジャケットの絵を描いた。

## 収録曲
- 全曲作詞・作曲：加藤ひさし

1. 恋することのすべて
2. 未来のカタチ
3. マイチェルシーブーツ
4. 冬の観覧車
5. グレート アメリカ
6. 愛してると言うより気にってる
7. バック トゥ トゥモロー
8. 恋のけむり
9. ハッピー&ラッキー
10. ファーザー アウェイ
11. ファイナルラウンド ボクサー

〈CDエクストラ内容:レコーディング・オフショット映像〉